# Canoinhas
Canoinhas è un comune del Brasile nello Stato di Santa Catarina, parte della mesoregione del Norte Catarinense e della microregione di Canoinhas. La guerra do contestado , tra popolazione locale e governo centrale , combattuta tra il 1912 ed il 1916 ha visto svolgersi qui i momenti centrali.